# Словенська Бистриця
Словенська Бистриця (словен. Slovenska Bistrica) — поселення в общині Словенська Бистриця, Подравський регіон‎, Словенія.